# Witosław (imię)
Witosław, Witsław, Wicsław, Wicław – staropolskie imię męskie, złożone z członów Wit(o)- („pan, władca”), i -sław („sława”). Mogło ono mieć charakter życzący i oznaczać „tego, który będzie sławnym panem”. Formą skróconą tego imienia był Witosz i Wisław, a żeńskimi odpowiednikami – odpowiednio Witosława i Wisława. W XII wieku (1136), jako Witosz, pojawił się w Bulli gnieźnieńskiej. Formami zdrobniałymi są Wit, Witek, Witko, Witaj, Witosz.
Imię Witosław należy do imion rzadkich. W styczniu 2024 w rejestrze PESEL, wśród publicznie dostępnych danych dotyczących osób żyjących, wykazano 276 mężczyzn o imieniu Witosław nadanym jako imię pierwsze. Dla porównania, najczęściej nadane jako męskie imię pierwsze – Piotr, nosi (w 2024) 689313 osób.
Witosław imieniny obchodzi 15 czerwca.

## Imię Witosław w innych językach
- łacina – Vitoslaus[5]
- czeski – Vítězslav
- rosyjski – Vitoslav[5].